# Saleh Abdulhameed
Saleh Abdulhameed (4 agosto 1982) è un calciatore bahreinita, difensore dell'Al-Najma.

## Carriera

### Club
Ha giocato nel campionato bahreinita, saudita e kuwaitiano.

### Nazionale
Con la maglia della Nazionale ha collezionato 29 presenze.